# Lucio Postumio Albino (console 234 a.C.)
Lucio Postumio Albino (Lucius Postumius Albinus; fl. III secolo a.C.) è stato un militare e politico romano del III secolo a.C..

## Biografia
Fu eletto console romano nel 234 a.C., quando combatté contro i Liguri, vincendoli.
Eletto nuovamente console nel 229 a.C., guidò la guerra contro gli Illiri di cui sconfisse nel 228 a.C. la regina, Teuta.
Nel 216 a.C., durante la seconda guerra punica, fu inviato nella Gallia Cisalpina come pretore. Eletto ancora console per l'anno successivo, il 215 a.C., non poté prendere possesso della carica perché, sconfitto dai Galli Boi nella Battaglia della Selva Litana fu ucciso in battaglia. I Galli Boi usarono la sua testa per farne una coppa per libare agli dei.